# Формвар
Формвар (англ. Formvar) — термопластичні смоли, які є полівінілформалем (полімером, що утворений з полівінілового спирту та формальдегіду, як співполімер з полівінілацетатом). Зазвичай їх використовують як клей, формувальний, покривальний матеріал. «Формвар» раніше був зареєстрованою комерційною назвою полівінілформальної смоли, що вироблялася Monsanto Chemical Company в Сент-Луїсі (штат Міссурі, США). Цей виробничий підрозділ був проданий, а Формвар зараз поширюється під назвою «Vinylec».

## Застосування
Формвар використовується в різних сферах застосування, таких як ізоляція дротів, покриття для музичних інструментів, як основа для магнітних стрічок та плівка-підкладка для електронної мікроскопії . Формвар також використовується як основний інгредієнт для спеціальних клеїв у авіаційній промисловості.

### Обмотувальні дроти
Основне застосування смол формвару — електроізоляція обмотувального дроту. Він поєднується з іншими «дротяними емалями», які потім наносять на мідний дріт і висушують для створення зшитого плівкового покриття.

### Трансмісійна електронна мікроскопія
Більшість зразків, які використовуються для трансмісійної електронної мікроскопії (TEM), необхідно підтримувати тонкою електронно-прозорою плівкою, щоб утримувати зразок на місці. Плівки з формвару найчастіше використовуються в ТЕМ. Формвар є вподобаним, оскільки дозволяє користувачам використовувати сітки з меншим показником вічок.

## Фізичні характеристики
Формвар має високу температуру розм'якшення та сильні електроізоляційні властивості. Він також дуже гнучкий, нерозчинний у воді та стійкий до стирання. Формвар також не містить галогенів. Ця смола легкозаймиста і може спричинити об'ємний вибух. З цієї причини слід уникати впливу тепла, іскор та полум'я. Формвар найчастіше розчиняється в етилендихлориді, хлороформі та діоксані
.